# Burgerspunkten

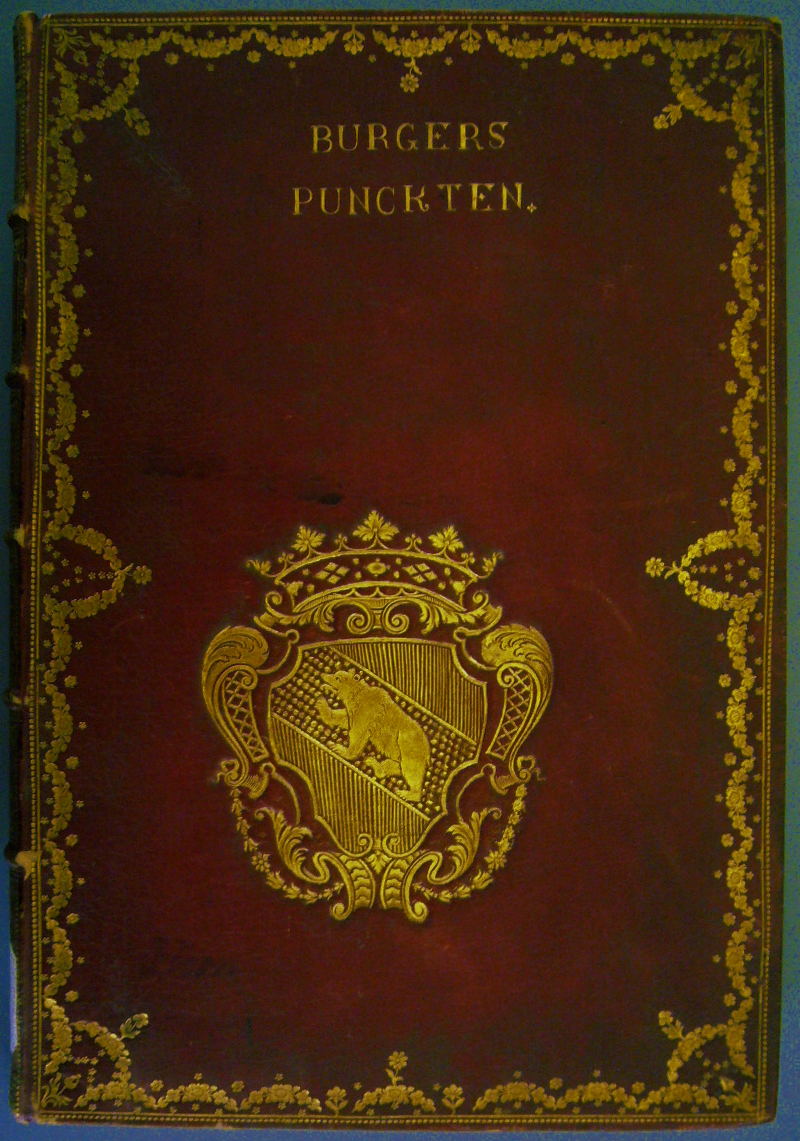
Einband einer um 1784 entstandenen Urschrift (Nummer 12) der Burgerspunkten im Staatsarchiv Bern

Die Burgerspunkten sind eine 1613 einsetzende und seit 1702 als Geschäftsordnung des Grossen Rats geltende Gesetzessammlung der Stadt und Republik Bern.
Die Burgerspunkten werden im ältesten erhaltenen Exemplar als «Statuta und ordnungen, so in teglicher verfürung des regiments in policey-, justiz- und oeconomey sachen beobachtet und gehalten werden sollend [...]» bezeichnet. Die Einleitung der Burgerspunkten enthält den Hinweis: «Sind von den Fundamentalsatzungen im Roten Buch also zu unterscheiden, dass zu diesen jährlich geschworen wird; jene aber sonst für gute Beigesetze und Dectreta zu halten». Die Burgerspunkten waren dem Roten Buch untergeordnet, obwohl einzelne Statute der Burgerspunkten ebenfalls zu den Fundamentalgesetzen gezählt wurden. Zu einer ohne System angelegten Gesetzessammlung verschiedenster Inhalte angewachsen, folgte 1702 eine Revision der Burgerspunkten, durchgeführt von einer eigens dafür eingesetzten Kommission unter dem Vorsitz des Welschseckelmeisters Samuel Frisching. Die neue Fassung, welche nun als eigentliche Geschäftsordnung des Grossen Rats ausgestaltet war, wurde durch die Kanzlei in 300 handschriftlichen Abschriften für die Mitglieder des Grossen Rats ausgefertigt. In privaten Archivbeständen und Privatbesitz haben sich zahlreiche Abschriften erhalten.

## Archive
- Burgerspunkte, Bestandsübersicht (1642–1784) im Katalog des Staatsarchivs Bern.